# Kaja Wolffers
 (janvier 2019).
Si vous disposez d'ouvrages ou d'articles de référence ou si vous connaissez des sites web de qualité traitant du thème abordé ici, merci de compléter l'article en donnant les références utiles à sa vérifiabilité et en les liant à la section « Notes et références ».
Kaja Wolffers, né le 11 février 1973 à Utrecht,,, est un réalisateur, producteur, scénariste et acteur néerlandais.

## Filmographie

### Réalisateur
- 1994 : Onderweg naar Morgen
- 2001 : Costa! (nl)[Lequel ?]
- 2002 : Bon bini beach (nl)
- 2004 : Goede tijden, slechte tijden
- 2004 : Cold Cases
- 2004-2005 : Het glazen huis (nl)
- 2005 : Bad Candy was here (nl)

### Producteur et scénariste
- 2005 : Bad Candy Was Here (nl)
- 2006-2007 : Het Huis Anubis (nl)
- 2010 : Het Huis Anubis en de Vijf van het Magische Zwaard (nl)
- 2011-2013 : VRijland (nl)
- 2012 : Das Haus Anubis – Pfad der 7 Sünden (de)
- 2012 : Lesboos
- 2013 : Mannenharten (nl)
- 2013-2015 : Popoz (nl)
- 2013-2015 : Aaf (nl)
- 2014-2015 : Bluf (nl)
- 2015 : Dagboek van een callgirl (nl)
- 2015 : Spangas in actie (nl)
- 2015 : Mannenharten 2 (nl)
- 2015 : Kasper en de Kerstengelen
- 2015 : Zwarte Tulp (nl)
- 2015-2019 : Penoza (nl)
- 2016 : Project Orpheus
- 2016 : Tonio (nl)
- 2016 : De Zaak Menten (nl)
- 2016 : All-in Kitchen (nl)
- 2016-2017 : Op Weg Naar Pakjesavond
- 2017 : Odds
- 2017 : Voor elkaar gemaakt (nl)
- 2017 : Weg van jou (nl)
- 2017 : Kleine IJstijd
- 2018 : Exportbaby
- 2018 : All You Need Is Love (nl)
- 2018 : LOIS (nl)
- 2018 : Vakkenvullers (nl)
- 2018 : Spangas op Zomervakantie (nl)
- 2018-2019 : De regels van Floor (nl)
- 2019 : Stanley H. (nl)

### Acteur
- 1997 : Goudkust (nl) : Le visiteur de l'hôpital
- 2006 : Bij Sinterklaas (nl) : Le chocolatier

## Vie privée
Il est le fils de la réalisatrice Marion Bloem. De 2004 à 2012, elle fut l'époux de l'actrice Elle van Rijn.